# MAK (magnetofon)

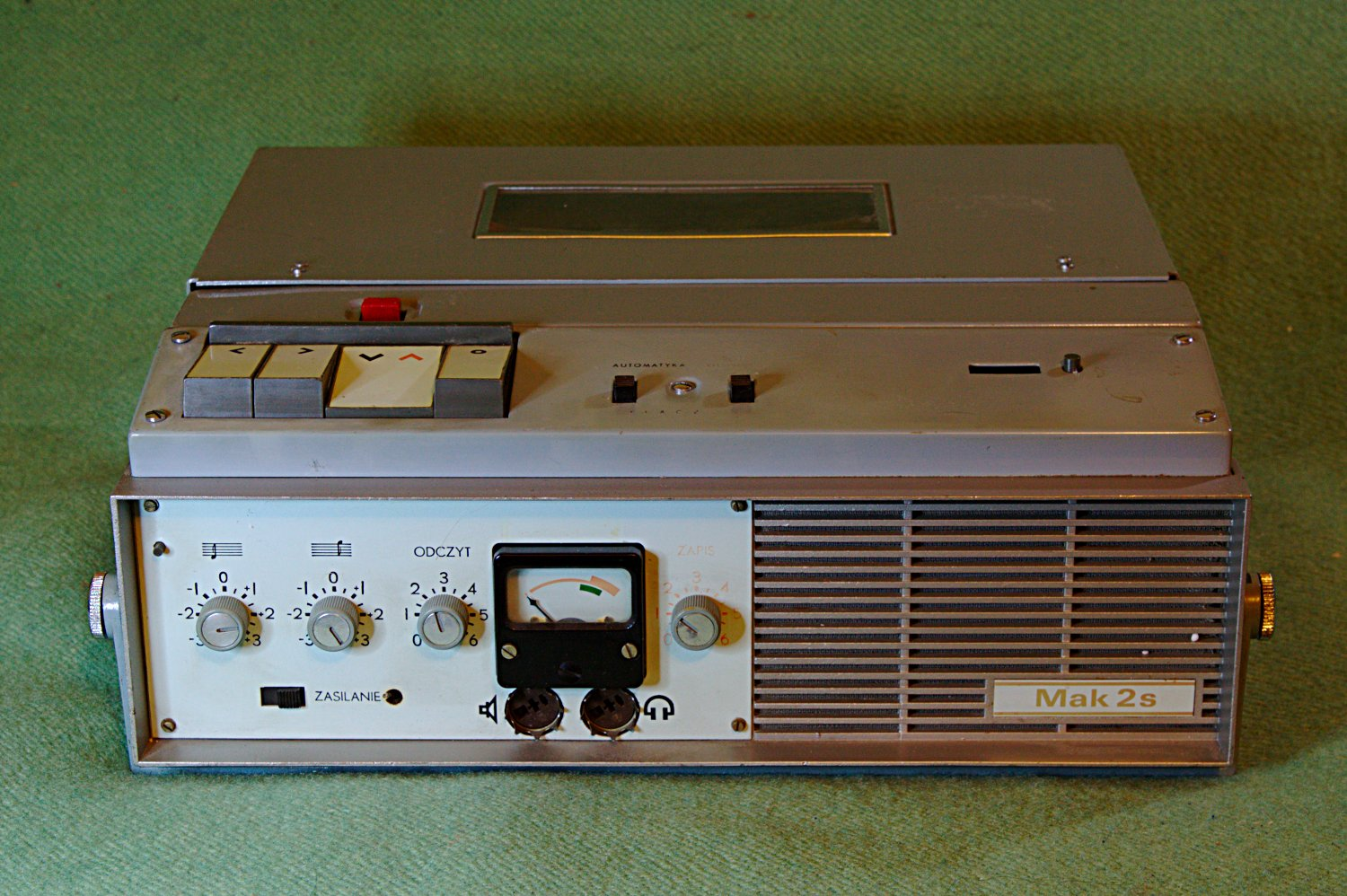

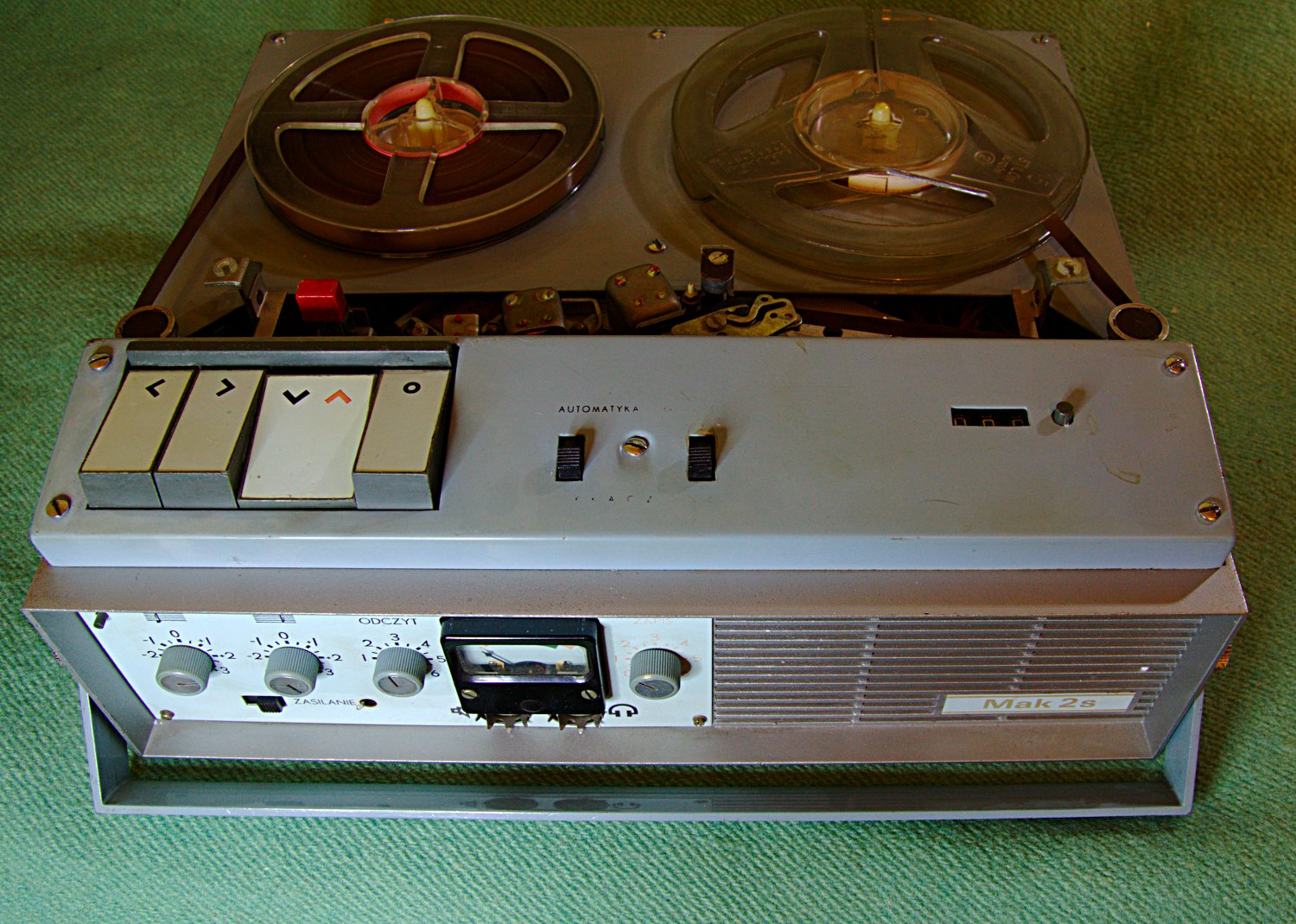
Magnetofon MAK 2s ze zdjętą pokrywą.

MAK – seria magnetofonów szpulowych (MAK-b, MAK-s, MAK-2b, MAK-2s) produkowanych przez Zakłady Radiowe im. Marcina Kasprzaka w Warszawie (ZRK). Były przeznaczone dla Milicji Obywatelskiej, Służby Bezpieczeństwa, Wojskowej Służby Wewnętrznej (WSW), zapisu rozmów na wieżach lotniskowych itp. Nie były dostępne w handlu, nie obejmowały ich katalogi produktów ZRK ani Zjednoczenia UNITRA.

## Opis
Magnetofony MAK produkowano w ZRK pod koniec lat 60. i w pierwszej połowie lat 70. – były one jedynymi produkowanymi w Polsce magnetofonami na tranzystorach germanowych. Charakteryzowały się bardzo solidną budową, skomplikowaną konstrukcją i zaawansowanymi rozwiązaniami technicznymi.
Ich wąskie pasmo przenoszonych częstotliwości wskazuje, że były przeznaczone głównie do zapisu mowy, a duża dynamika umożliwiała zapis nawet słabych sygnałów. Mimo dosyć zwartych rozmiarów były ciężkie (masa ponad 10 kg).
Magnetofony MAK były produkowane w dwóch wersjach: sieciowej (MAK-s) i bateryjnej (MAK-b). Wersja bateryjna była wyposażona w wymienną kasetę na  baterie, którą można było zastąpić stabilizowanym zasilaczem sieciowym oraz gniazdo umożliwiające zasilanie z samochodowego akumulatora 12 V. Wersją sieciową można było sterować zdalnie za pomocą przełącznika nożnego (pedału).

## Parametry

### MAK-s (sieciowy)
- Zasilanie: z sieci 220 V 50 Hz, pobór mocy około 25 VA.
- Prędkość przesuwu taśmy 9,52 cm/s i 4,76 cm/s, maksymalna nierównomierność przesuwu 0,5%.
- Zapis: dwuścieżkowy, monofoniczny.
- Zakres częstotliwości 200-7000 Hz.
- Czas zapisu przy użyciu szpul z 360 m taśmy: 2*1 godz. (9,52 cm/s), 2*2 godz. (4,76 cm/s).
- Czas przewijania: 0,03 czasu zapisu przy 9,52 cm/s.
- Dynamika: > 58 dB (9,26 cm/s), > 55 dB (4,76 cm/s).
- Moc wyjściowa: 2 W/5 Ω przy zniekształceniach < 5%.
- Regulacja: poziomu zapisu, poziomu odczytu, tonów niskich, tonów wysokich, czułości wejścia mikrofonowego.
- Gniazda:
  - wejściowe: liniowe (100 mV/3 kΩ), mikrofonu (0,2 mV/200 Ω);
  - wyjściowe: liniowe, głośnika dodatkowego (5 Ω), słuchawek, sygnalizacji końca taśmy;
  - zdalnego sterowania;
  - uziemienia.
- Tranzystory: AC160A, 3*AC160B, 9*ASY34 gr. III, 8*ASY34 gr. IV, 2*AD148, 6*TG50, 2*AD365, TG70, BF510.
- Diody: 7*DOG58, 4*DMG4, DZG3, BZY85C6V8, BZY85C12, BZY85D1.

### MAK-b (bateryjny)
- Zasilanie (pobór mocy około 4 W):
  - 10 ogniw R20 (15 V);
  - z akumulatora 12 V;
  - zasilacz sieciowy 220 V 50 Hz.
- Prędkość przesuwu taśmy 9,52 cm/s i 4,76 cm/s, maksymalna nierównomierność przesuwu 0,5%.
- Zapis: dwuścieżkowy, monofoniczny.
- Zakres częstotliwości 200–7000 Hz.
- Czas zapisu przy użyciu szpul z 360 m taśmy: 2*1 godz. (9,52 cm/s), 2*2 godz. (4,76 cm/s).
- Czas przewijania: 0,05 czasu zapisu przy 9,52 cm/s.
- Dynamika: > 58 dB (9,26 cm/s), > 55 dB (4,76 cm/s).
- Moc wyjściowa: 1 W/5 Ω przy zniekształceniach < 5%.
- Regulacja: poziomu zapisu, poziomu odczytu, tonów niskich, tonów wysokich, czułości wejścia mikrofonowego.
- Gniazda:
  - wejściowe: liniowe (100 mV/3 kΩ), mikrofonu (0,2 mV/200 Ω);
  - wyjściowe: liniowe, głośnika dodatkowego (5 Ω), słuchawek, sygnalizacji końca taśmy;
  - uziemienia.
- Tranzystory: 2*AC160A, 3*AC160B, 17*ASY34, 6*TG50, 2*AD365, TG70, BF510.
- Diody: 7*DOG58, 2*DMG4, BZY85C6V8, BZY85C11, BZY85D1.

## Budowa

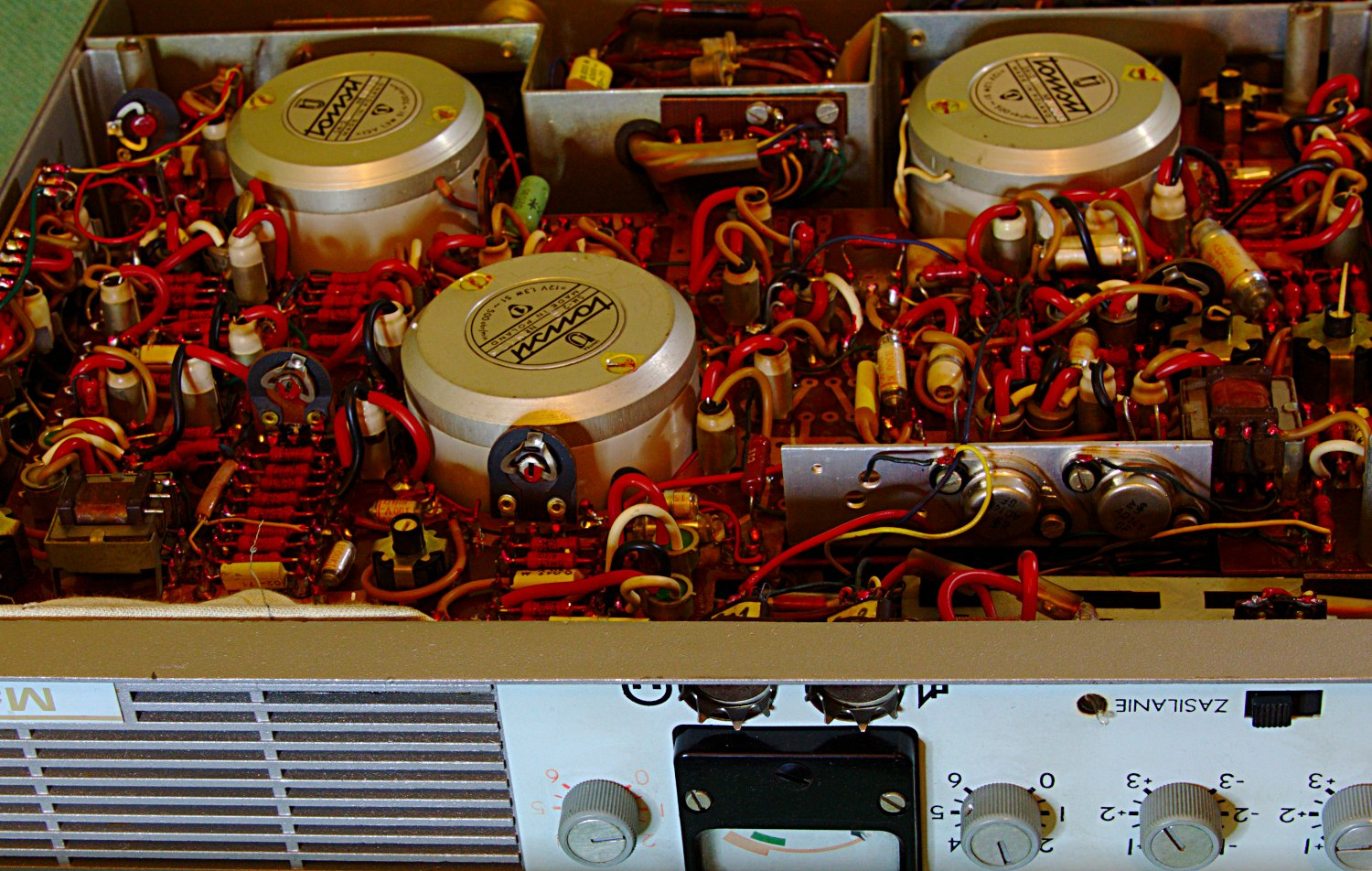
Wnętrze magnetofonu MAK 2s.

Napęd magnetofonu jest trzysilnikowy, z elektroniczną stabilizacją obrotów i naciągu taśmy. Układ elektroniczny trójgłowicowy, z osobnymi głowicami kasowania, odczytu i zapisu. Tor sygnałowy zawierający osobne wzmacniacze zapisu i odczytu umożliwia bezpośredni podsłuch i bieżącą kontrolę jakości nagrania w trakcie zapisu. Stabilizacja obrotów za pomocą tachometru magnetycznego na kole zamachowym. Stabilizacja naciągu taśmy za pomocą czujnika wyposażonego w potencjometr.
Wersja sieciowa magnetofonu była wyposażona w gniazdo do przewodowego układu "zdalnego sterowania", który umożliwiał uruchomienie wszystkich funkcji magnetofonu za pomocą trójsekcyjnego przełącznika nożnego. Zdalne sterowanie było zrealizowane za pomocą przekaźników i czterech elektromagnesów dublujących funkcje przełącznika klawiszowego.
Magnetofony MAK-2s i MAK-2b były wyposażone w wyłącznik automatyki poziomu nagrywania (poprzednie wersje miały automatykę włączoną na stałe).
Magnetofon ma obudowę metalową, wykonaną ze stopów aluminiowych, oraz stalowe pokrywy.